# Monethe albertus
Monethe albertus är en fjärilsart som beskrevs av Felder 1862. Monethe albertus ingår i släktet Monethe och familjen Riodinidae. Inga underarter finns listade i Catalogue of Life.

## Bildgalleri

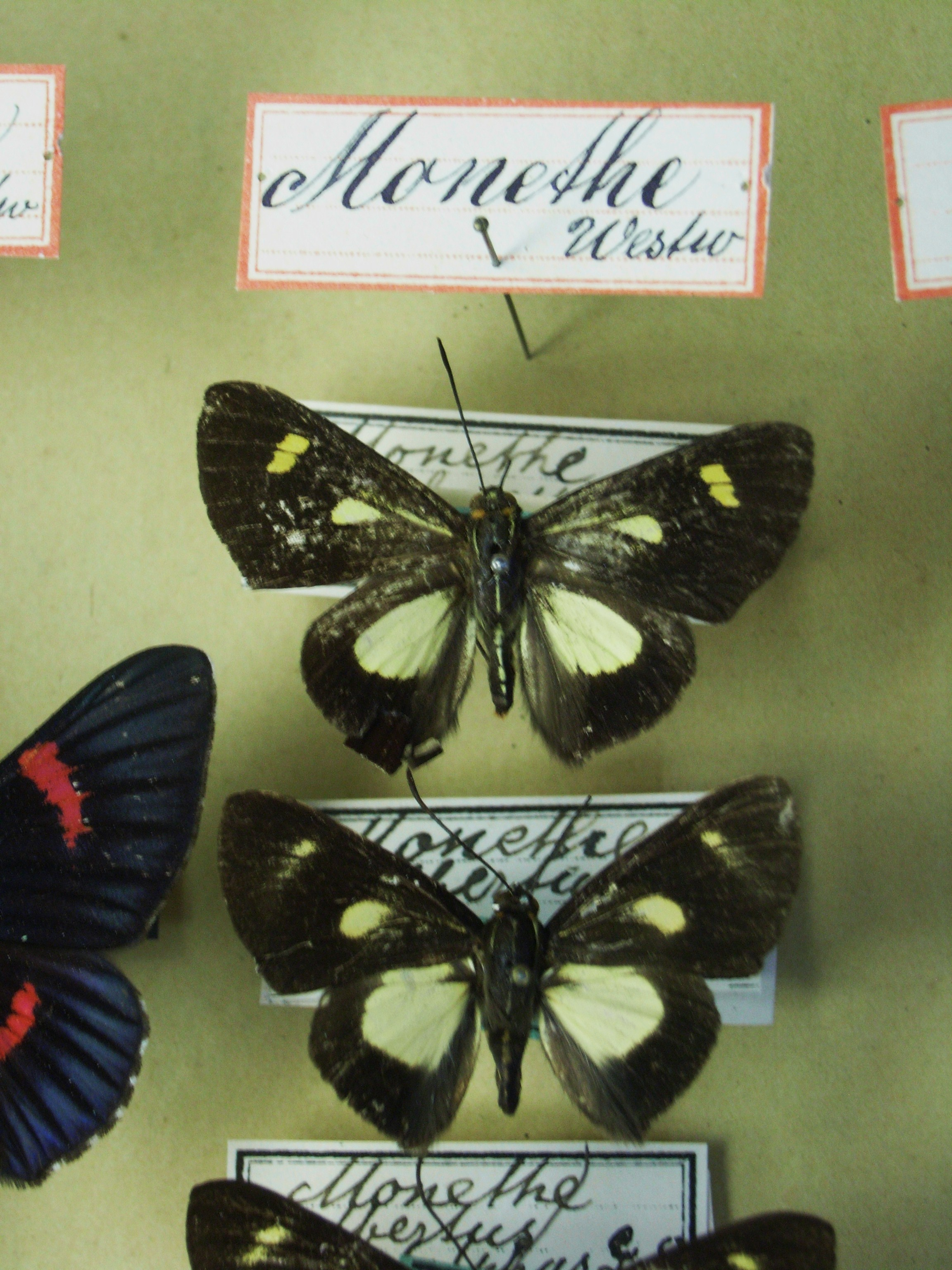